# Distretto di Mandal
Il distretto di Mandal è uno dei sedici distretti (sum) in cui è suddivisa la provincia del Sėlėngė, in Mongolia. Conta una popolazione di 23.646 abitanti (censimento 2008). 